# Myriófyto
Myriófyto är en ort i Grekland.   Den ligger i prefekturen Nomós Kilkís och regionen Mellersta Makedonien, i den norra delen av landet, 400 km norr om huvudstaden Aten. Myriófyto ligger 202 meter över havet och antalet invånare är 765.
Terrängen runt Myriófyto är kuperad åt nordost, men åt sydväst är den platt. Runt Myriófyto är det glesbefolkat, med 18 invånare per kvadratkilometer. Närmaste större samhälle är Drosáto, 6,6 km söder om Myriófyto. Trakten runt Myriófyto består till största delen av jordbruksmark.